# Плютей Роберта
Плюте́й Ро́берта (Pluteus robertii) — гриб рода Плютей. В системе рода Плютей С. П. Вассера этот вид относится к секции Hispidoderma подрода Hispidocelluloderma. Пищевого значения не имеет.

## Описание
Шляпка диаметром 2—4 сантиметра, тонкомясистая, от полуокруглой до плоско-выпуклой формы, обычно с хорошо выраженным бугорком. Поверхность беловатая или кремовая, в центре более тёмная, с мелкими тёмно-коричневыми радиальными чешуйками.
Пластинки свободные, широкие, частые, вначале беловатые, с возрастом становятся розовыми.
Ножка 2—5×0,4—0,5 см, цилиндрическая, центральная, в нижней части расширяется. Поверхность волокнистая, бороздчатая, бежевая, в нижней части красновато-коричневая.
Мякоть тёмно-жёлтая, вкус и запах не выражены.
Остатки покрывал отсутствуют, споровый порошок розовый.
Споры гладкие, от почти шаровидных до яйцевидных, 6—8×4,7—5,8 мкм.
Гифы в кожице шляпки состоят из удлинённых веретеновидных клеток размерами 65—230×10—20 мкм, содержат коричневатый пигмент; гифы покровов ножки бесцветные или окрашенные, шириной 5—15 мкм.
Базидии четырёхспоровые, размерами 23—38×7—11 мкм, булавовидные, тонкостенные.
Хейлоцистиды размерами 55—100×10—20 мкм, цилиндрические, булавовидные или веретеновидные, с выраженным апикулярным придатком, тонкостенные, бесцветные, многочисленные. Плевроцистиды бутылковидные или веретеновидные, могут быть с выраженным апикулярным придатком, 35—90×10—30 мкм, тонкостенные, бесцветные.

## Сходные виды
- Плютей Роберта ложный (Pluteus pseudorobertii) также растёт в буковых лесах, отличается микроскопическими признаками.
- Плютей белый (Pluteus pellitus) имеет волокнистую, а не чешуйчатую поверхность шляпки.
- Плютей чешуйчаткоподобный (Pluteus lepiotoides) (входит в синонимику Pluteus ephebeus sensu lato — плютея чешуйчатого) произрастает в различных лиственных лесах, отличается микроскопическими признаками.
- Плютей клубневой (Pluteus semibulbosus) в качестве близкого вида указан у П. Саккардо[1].

## Экология и распространение
Сапротроф на отмерших остатках древесины лиственных деревьев, преимущественно бука. Редкий и малоизученный европейский вид, отмечен в Великобритании, Франции, Германии, Швеции, Финляндии, Австрии, Италии и Украине.
Сезон: июль — октябрь.